# Бабенково (Крым)
Бабе́нково (до 1948 года  Большо́й Эссе́н-Эли́; укр. Бабенкове, крымскотат. Esen Eli, Эсен Эли) — село в Кировском районе Республики Крым, входит в состав Абрикосовского сельского поселения (согласно административно-территориальному делению Украины — Абрикосовского сельсовета Автономной Республики Крым).

## Население
| 2001 | 2014 |
| ---- | ---- |
| 645  | ↘519 |

Всеукраинская перепись 2001 года показала следующее распределение по носителям языка
| Язык             | Процент |
| ---------------- | ------- |
| русский          | 74.57   |
| крымскотатарский | 13.49   |
| украинский       | 10.39   |
| другие           | 0.63    |

### Динамика численности
| - 1805 год — 31 чел. - 1864 год — 61 чел. - 1889 год — 138 чел. - 1892 год — 0 чел. - 1902 год — 60 чел. - 1915 год — 3/15 чел. | - 1926 год — 104 чел. - 1939 год — 197 чел. - 1989 год — 604 чел. - 2001 год — 645 чел. - 2009 год — 650 чел. - 2014 год — 519 чел. |

## Современное состояние
На 2017 год в Бабенково числится 10 улиц; на 2009 год, по данным сельсовета, село занимало площадь 83 гектара на которой, в 223 дворах, проживало 650 человек. В Бабенково действуют детский сад № 2 «Ласточка», библиотека, фельдшерско-акушерский пункт, отделение почты России. Бабенково связано автобусным сообщением с Феодосией, райцентром и соседними населёнными пунктами.

## География
Бабенково — село в южной части района, в северных отрогах восточной части Внутренней гряды Крымских гор, в неглубокой долине речки Кхоур-Джилга, высота центра села над уровнем моря — 138 м. Ближайшие сёла — Абрикосовка в 1,8 км на запад, Матросовка в 2 км на север, Первомайское в 3,5 км на юго-восток и Кринички в 1,5 км на юг. Райцентр Кировское — примерно в 27 километрах (по шоссе), там же ближайшая железнодорожная станция — Кировская (на линии Джанкой — Феодосия). Транспортное сообщение осуществляется по региональным автодорогам 35Н-202 Матросовка — Бабенково — до автодороги Советское — Старый Крым и 35Н-211 Приветное — Первомайское (по украинской классификации — С-0-10513 и С-0-10522).

## История
Первое документальное упоминание села встречается в Камеральном Описании Крыма… 1784 года, судя по которому, в последний период Крымского ханства Эсепънки. входил в Ширинский кадылык Кефинского каймаканства. После присоединения Крыма к России (8) 19 апреля 1783 года, (8) 19 февраля 1784 года, именным указом Екатерины II сенату, на территории бывшего Крымского Ханства была образована Таврическая область и деревня была приписана к Левкопольскому, а после ликвидации в 1787 году Левкопольского — к Феодосийскому уезду Таврической области. После Павловских реформ, с 1796 по 1802 год, входила в Акмечетский уезд Новороссийской губернии. По новому административному делению, после создания 8 (20) октября 1802 года Таврической губернии, Эссен-Эли был включён в состав Байрачской волости Феодосийского уезда.
По Ведомости о числе селений, названиях оных, в них дворов… состоящих в Феодосийском уезде от 14 октября 1805 года , в деревне Эсен-Эли числилось 4 двора и 31 житель, крымский татарин. На военно-топографической карте генерал-майора Мухина 1817 года деревня Эсенели обозначена с 54 дворами — непонятная цифра, поскольку до и после в документах дворов менее 5. После реформы волостного деления 1829 года Эсен Эли, согласно «Ведомости о казённых волостях Таврической губернии 1829 года», отнесли к Учкуйской волости (переименованной из Байрачской). На карте 1836 года в деревне 14 дворов, а на карте 1842 года Эсен-эли обозначен условным знаком «малая деревня», то есть, менее 5 дворов.
В 1860-х годах, после земской реформы Александра II, деревню приписали к Салынской волости. Согласно «Списку населённых мест Таврической губернии по сведениям 1864 года», составленному по результатам VIII ревизии 1864 года, Эсен-Эли — владельческая русская и татарская деревня с 14 дворами и 61 жителем при фонтане. По обследованиям профессора А. Н. Козловского начала 1860-х годов, в селении «…имелась пресная вода в изобилии из горных родников и ручьёв». На трёхверстовой карте Шуберта 1865—1876 года в деревне Эссен-Эли обозначено 5 дворов. По «Памятной книге Таврической губернии 1889 года», по результатам Х ревизии 1887 года, в деревне Эсен-Эли числилось 22 двора и 138 жителей.
После земской реформы 1890-х годов деревню передали в состав Владиславской волости. На верстовой карте 1890 года на месте деревни обозначен господский двор Эсен-эли. По «…Памятной книжке Таврической губернии на 1892 год» в деревне Эсен-Эли, не входившей ни в одно сельское общество, жителей и домохозяйств не числилось. По «…Памятной книжке Таврической губернии на 1902 год» в деревне Эссен-Эли, находившейся в частном владении, числилось 60 жителей, домохозяйств не имеющих. На территории села находилось имение племянницы И. А. Айвазовского, Нины Александровны Айвазовской. По Статистическому справочнику Таврической губернии. Ч.II-я. Статистический очерк, выпуск пятый Феодосийский уезд, 1915 год, во Владиславской волости Феодосийского уезда числились 7 хуторов и 1 имение Эссен-Элли (всего 10 дворов), причём только в имении Юлиевича в 2-х дворах числилось русское население в количестве 3 человек приписных жителей и 15 «посторонних». Согласно списку 1915 года «…русских подданных из австрийских, венгерских или германских выходцев» землевладельцев, опубликованном в газете «Таврические губернские ведомости» в апреле 1915 года, при деревне Эсен-Эли значится Келиус Леопольд Юльевич, имевший 300 десятин 125 квадратных саженей земли.
После установления в Крыму Советской власти, по постановлению Крымревкома от 8 января 1921 года была упразднена волостная система и село вошло в состав вновь созданного Владиславовского района Феодосийского уезда, а в 1922 году уезды получили название округов. 11 октября 1923 года, согласно постановлению ВЦИК, в административное деление Крымской АССР были внесены изменения, в результате которых округа ликвидировались и Владиславовский район стал самостоятельной административной единицей. В 1924 году была образована коммуна, в которую вошло Эсен-Эли. Декретом ВЦИК от 4 сентября 1924 года «Об упразднении некоторых районов Автономной Крымской С. С. Р.» Владиславовский район в октябре 1924 года был преобразован в Феодосийский и село включили в его состав. Согласно Списку населённых пунктов Крымской АССР по Всесоюзной переписи 17 декабря 1926 года, в селе Эссен-Эли Большой, Изюмовского сельсовета Феодосийского района, числилось 11 дворов, все крестьянские, население составляло 49 человек, из них 27 греков, 12 русских, 7 татар и 3 украинца. В списке также значатся одноимённые артель (24 двора, 55 жителей — 48 русских, 4 татарина, 1 грек и 1 чех, 1 записан в графе «прочие») и хутор (8 двора, 22 жителя — все русские). Постановлением ВЦИК «О реорганизации сети районов Крымской АССР» от 30 октября 1930 года из Феодосийского района был выделен (воссоздан) Старо-Крымский район (по другим сведениям 15 сентября 1931 года) и село включили в его состав. На 1935 год в селе действовал колхоз им. Сталина По данным всесоюзной переписи населения 1939 года в селе проживало 197 человек.
В 1944 году, после освобождения Крыма от фашистов, согласно Постановлению ГКО № 5984сс от 2 июня 1944 года, 27 июня крымские греки были депортированы в Среднюю Азию. 12 августа 1944 года было принято постановление № ГОКО-6372с «О переселении колхозников в районы Крыма» и в сентябре того же года в село приехали первые переселенцы, 1268 семей, из Курской, Тамбовской и Ростовской областей, а в начале 1950-х годов последовала вторая волна переселенцев. С 1954 года местами наиболее массового набора населения стали различные области Украины. С 25 июня 1946 года Эссен-Эли в составе Крымской области РСФСР. Указом Президиума Верховного Совета РСФСР от 18 мая 1948 года, Большой Эссен-Эли переименовали в Бабенково. В 1950 году мелкие колхозы были объединены в колхоз «Борьба за мир». 26 апреля 1954 года Крымская область была передана из состава РСФСР в состав УССР. После ликвидации в 1959 году Старокрымского района село переподчинили Кировскому. Время включения в Приветненский сельсовет пока не установлено: на 15 июня 1960 года село уже числилось в его составе. Указом Президиума Верховного Совета УССР «Об укрупнении сельских районов Крымской области», от 30 декабря 1962 года Кировский район был упразднён и село присоединили к Белогорскому. 1 января 1965 года, указом Президиума ВС УССР «О внесении изменений в административное районирование УССР — по Крымской области», вновь включили в состав Кировского. На 1974 год Бабенково ещё входило в Приветненский сельсовет, а на 1 января 1977 года — в Абрикосовский. По данным переписи 1989 года в селе проживало 604 человека. С 12 февраля 1991 года село в восстановленной Крымской АССР, 26 февраля 1992 года переименованной в Автономную Республику Крым. С 21 марта 2014 года в составе Крыма аннексировано Россией.